# Toy'sMarch

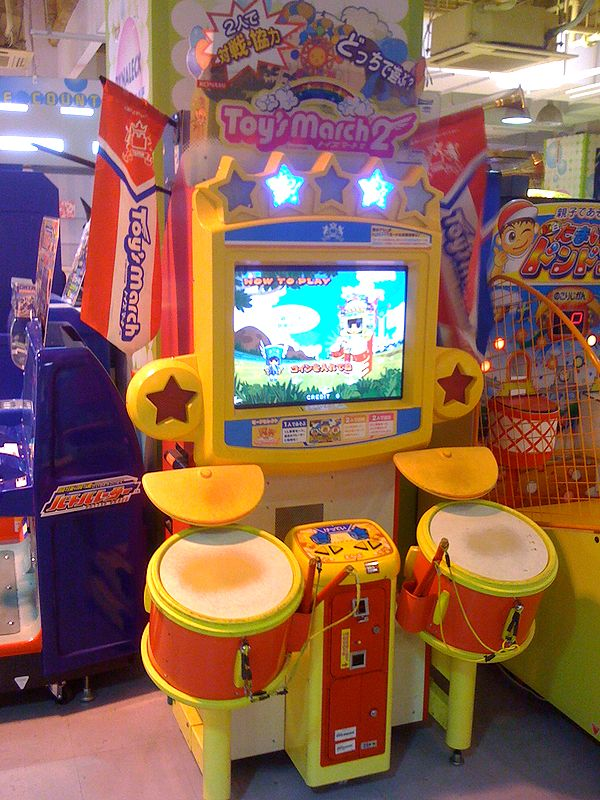
『Toy's March 2 』筐体

『Toy'sMarch』（トイズマーチ）は、コナミが発売したBEMANIシリーズの音楽シミュレーションのアーケードゲームである。

## 概要
同社の『drummania』を簡略化したような、マーチングパレードのドラムを模したスタイルになっており、2つのパッド（ドラム、シンバル）をたたいて遊ぶ。いままでのコナミの音楽シミュレーション（いわゆるその他のBEMANIシリーズ各作品）と比べて、入力デバイスが少ない、BPMが表示されない、オプションが無い、e-AMUSEMENT非対応、必ず2曲プレイ（ステージ進行、ゲームオーバー・クリアの概念が無い）、ゲーム進行がファンシーなキャラクターによるなど子供向けの作りで、いままで若者中心に人気があったBEMANIシリーズが、幼児・低年齢層にも市場を向けようとしていることがわかる。キャラクターデザインはイラストレーターの上田バロンを起用。

### シリーズ作品
Toy'sMarch （2005年2月24日稼働）
第1作。
Toy'sMarch2 （2005年12月15日稼働）
上記の続編。BEMANIシリーズの人気楽曲を多数収録し、対戦モードが追加された。

### 収録曲
本作の収録曲のラインナップはコナミオリジナル曲は殆ど収録されておらずライセンス曲が大半を占めている。また、同社のメダルゲーム『FantasicFever2』とコラボレーションしており、1作目のテーマ曲は『pop'n music 12 いろは』にてジャンル名『キッズマーチ』、曲名『space merry-go-round』で収録されている。
2作目での殆どのコナミオリジナル曲は隠し曲で、基板の設定により隠し要素が開放される。その中に1作目のテーマ曲も上記の曲名で収録されている。

## プレイの流れ
- 筐体中央部のコイン投入口に所定枚数のコインを入れ、ボタンを押すことでプレイを始める。
- 毎プレイごとに、プレイヤーの名前を4文字までで登録する。
- 左右ボタンで曲目を選び、決定ボタンで決定する。このとき、スネアドラムを叩くことで曲の難易度を変更可能。
- プレイヤーは筐体の左右にあるパッドの前に立ち、画面の指示に従ってスネアドラムもしくはシンバルのパッドをたたく。
- 演奏終了後、得点が集計が行われ、連打ボーナス及びコンボボーナスが加算されて次のステージへと進む。
- 全曲終了後、ランキングが発表される。

### プレイモード
1人で遊ぶ
1人プレイ専用モード。2作目では過去のプレイヤーの演奏が、仮想の対戦相手としてリプレイされる。
2人で対戦
2人プレイ専用。得点を競い合い、合計点数で勝敗を決める。2作目から登場。
2人で協力
2人プレイ専用。画面中央に表示されたハート型の「なかよしゲージ」の大きさがプレイ状況によって変化し、曲終了時にしぼみきってしまうとノルマクリア失敗となる。

### 遊び方
画面上方から4種類の「おんぷ玉」が流れてくるので、それにあわせて「スネアドラム」と「シンバル」を模した2種類のパッドをたたく。おんぷ玉の種類は以下の通り。
青おんぷ玉
スネアドラムを叩く
青おんぷ玉（長）
スネアドラムを連打する
黄おんぷ玉
シンバルを叩く
黄おんぷ玉（長）
2作目から登場、シンバルを連打する
演奏中には、登場キャラクターたちによるマーチが3Dムービーで流れる。
2作目からパッドの連打中には主人公のキャラクター「トト」と「タタ」が体当たりで勝負し合い、連打数で負けたほうを吹き飛ばすという演出が発生する。